# Synagogue de la rue Pavée
La synagogue de la rue Pavée est une synagogue de Paris, située au numéro 10 de la rue Pavée, au cœur du quartier juif du Marais, dans le 4e arrondissement.

## Historique

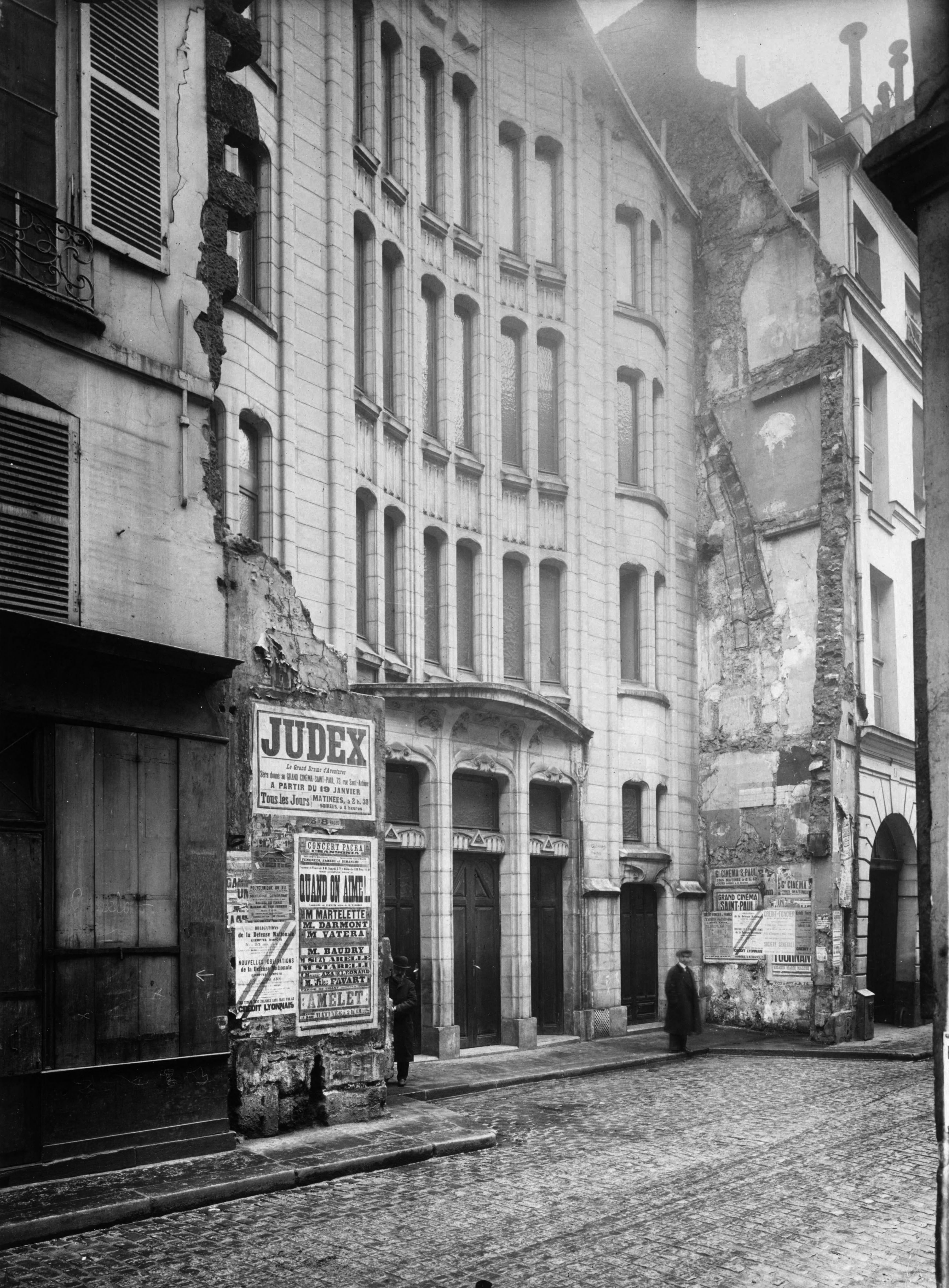
Photographie de la Synagogue de la rue Pavée, en 1917.

Le bâtiment a été réalisé en 1913 par l'architecte Hector Guimard, le maître parisien de l'Art nouveau, pour l’Agoudas Hakehilos (אֲגֻדָּת־הַקְּהִלּוֹת, Union des communautés), une association issue de neuf sociétés israélites orthodoxes d'origine essentiellement russe, présidée par Joseph Landau. Elle témoigne de l'arrivée massive d'immigrés d'Europe de l'Est au début du XXe siècle. La construction est en pierres agglomérées creuses sur armatures en béton armé. Elle a été officiellement inaugurée le 7 juin 1914, mais elle était déjà en service depuis octobre 1913.
La synagogue, financée entièrement par des fonds privés, est inaugurée le 7 juin 1914 sans représentant officiel du Consistoire central. Le célèbre Hazzan Gershon Sirota de Varsovie participe à l'inauguration,.
La synagogue fait partie des œuvres tardives d'Hector Guimard. Avec le propre hôtel de l'architecte dans le XVIe arrondissement de Paris (1910), la synagogue illustre, par son rythme vertical simple et calme, le retour à l'ordre de l'architecture française après 1910.
Lors de la veillée de Yom Kippour en 1941, le bâtiment est dynamité en même temps que six autres synagogues parisiennes par des collaborateurs à l'occupant nazi, antisémite. Dans la nuit du 2 au 3 octobre 1941, un attentat est organisé par le Mouvement social révolutionnaire (MSR), parti d'extrême droite fondé par Eugène Deloncle.
Elle fut ensuite partiellement restaurée (notamment la porte d'entrée ne le fut que sommairement, et non remise à l'état original).
Cette synagogue est toujours en activité. Elle fait partie des synagogues orthodoxes non-consistoriales. Il n'est pas possible de la visiter en temps ordinaire, mais seulement lors d'occasions particulières comme les Journées du patrimoine. La synagogue de la Agoudas Hakehilos, dirigée par les rabbins Joël Leib HaLevi Herzog (1914-1934), Israël Elazar Halevi Hopsztein, Samuel Jacob Rubinstein, puis par le rabbin Chaim Yaakov Rottenberg, est aujourd'hui dirigée par son fils, Mordechaï Rottenberg.
Des hazzanim connus ont officié à cette synagogue, dont Elinke Hirschin (1870-1960) avant la guerre, Zousman  (Simon) Pessine, né le 18 mars 1898 à Yourrief (Russie), décédé le 7 avril 1944 à Auschwitz (Pologne),, Tajg et Fleischer.
Seul édifice cultuel réalisé par Hector Guimard, il a fait l'objet d'une inscription au titre des monuments historiques par un arrêté du 4 juillet 1989, y compris tous les éléments liturgiques immeubles par nature.

## Description
Ne disposant que d'une bande de terrain biaise et très étroite (5 m × 23 m), Guimard a construit le bâtiment tout en hauteur. En façade, la verticalité (12 m) est accentuée par les étroites fenêtres et les pilastres continus. Le volume intérieur est aussi entièrement vertical. Il comporte deux étages de mezzanines de part et d'autre de la travée centrale. La nef est éclairée par des verrières au plafond et une vaste baie vitrée dans le mur du fond.
Le mobilier (luminaires, chandeliers, appliques et bancs) ainsi que le décor végétal stylisé en staff et les garde-corps en fonte sont également des créations d'Hector Guimard. On retrouve dans les dossiers des bancs le même mouvement ondulant que sur la façade et ils sont ornés de motifs triangulaires. À l'origine, il n'y avait pas d'étoile de David sur la façade mais seulement un triangle, comme on peut le voir sur les vieilles photos. L'étoile de David date peut-être de la rénovation d'après-guerre.
Selon Magalie Flores-Lonjou et Francis Messner, le plan de cette synagogue, dans lequel l'espace réservé au culte est rejeté à l'arrière de l'édifice, de sorte que des salles de cours et des bureaux puissent occuper la partie avant, montre une volonté d'associer le culte aux autres activités, volonté caractéristique du judaïsme orthodoxe, s'opposant en cela aux synagogues du consistoire.
Ce site est desservi par la station de métro Saint-Paul.

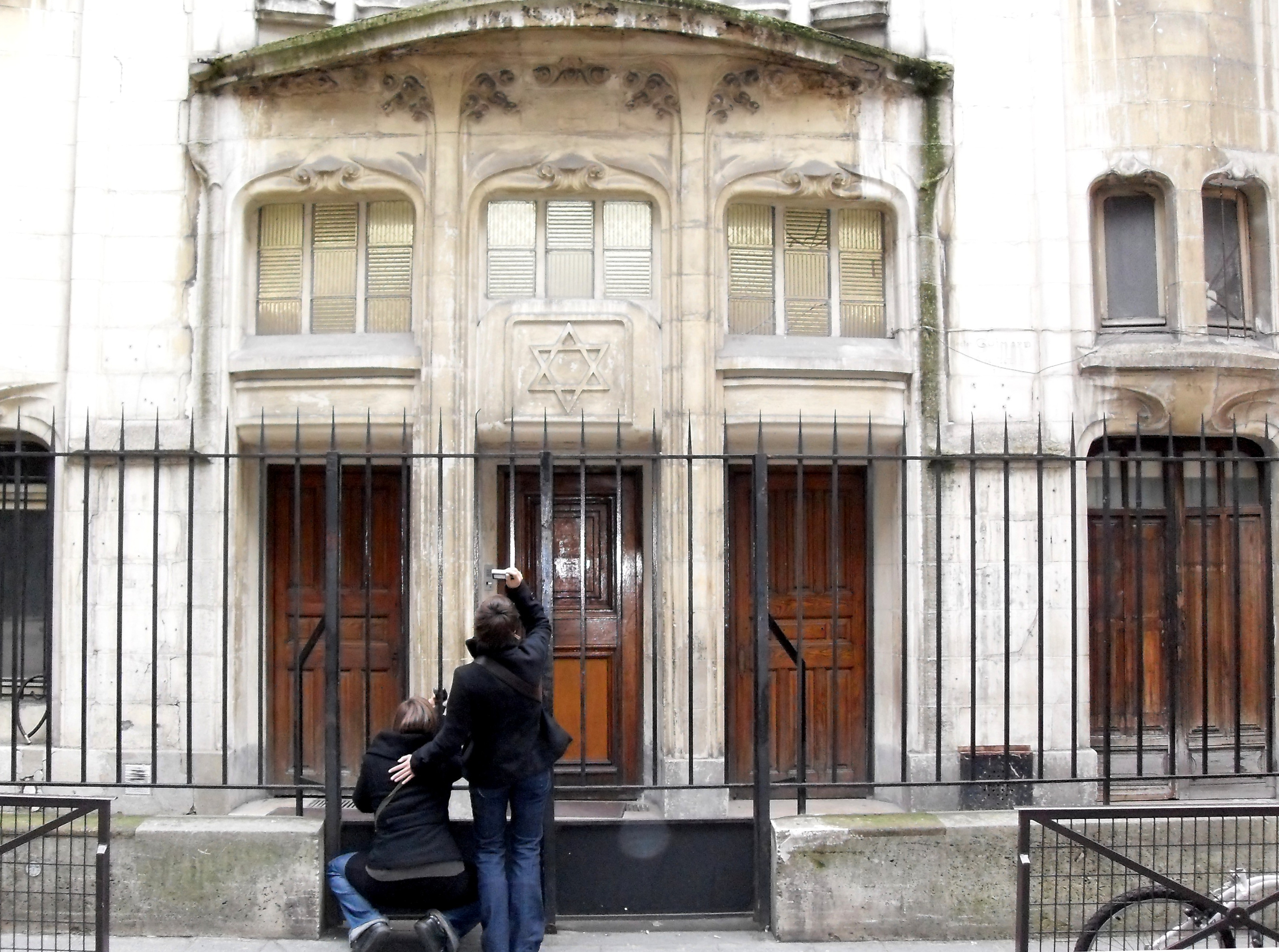
Entrée de la Synagogue de la rue Pavée, surmontée d'une étoile de David qui n'est pas d'origine.
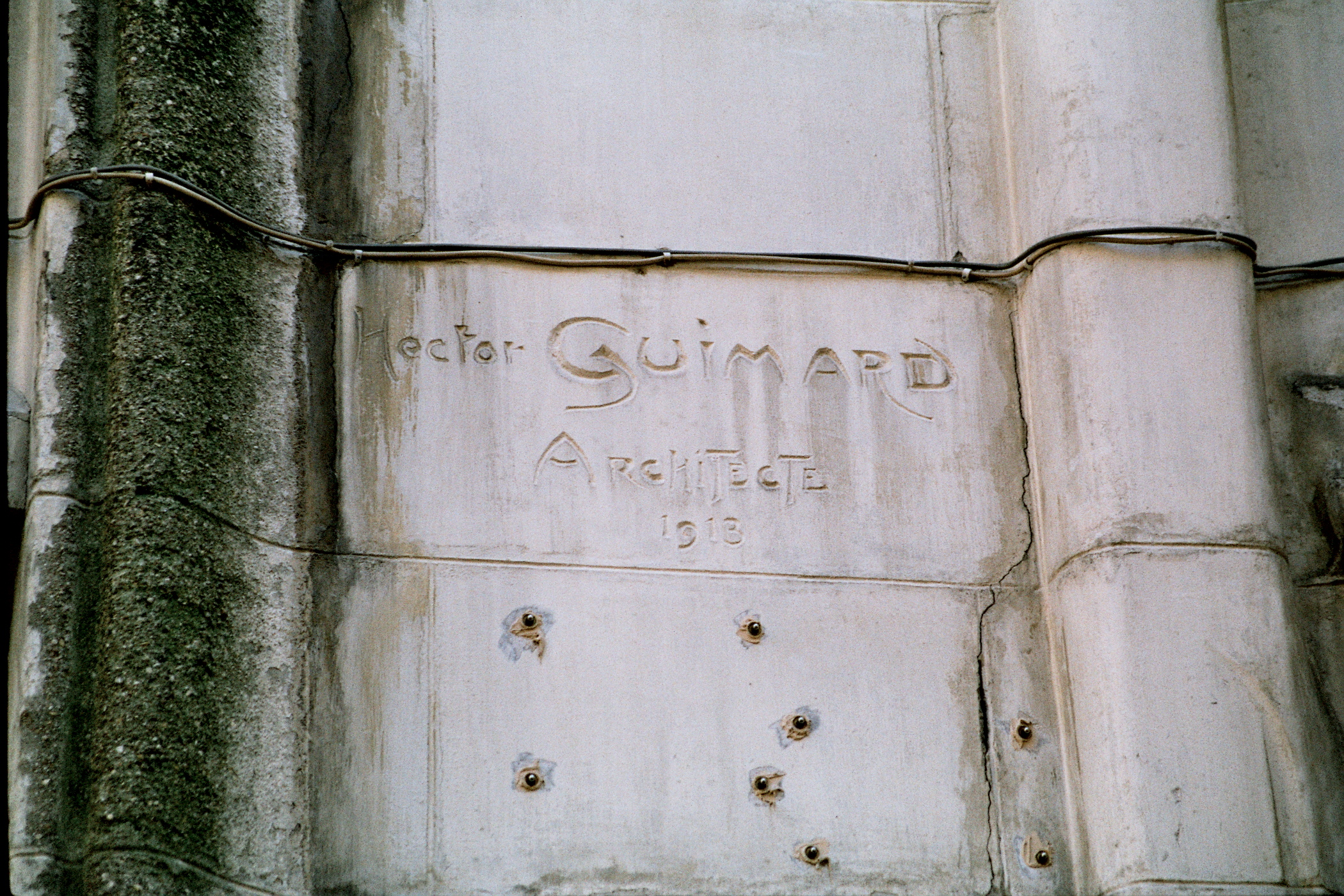
Synagogue de la rue Pavée - détail, signature : « Hector Guimard Architecte 1913 ».
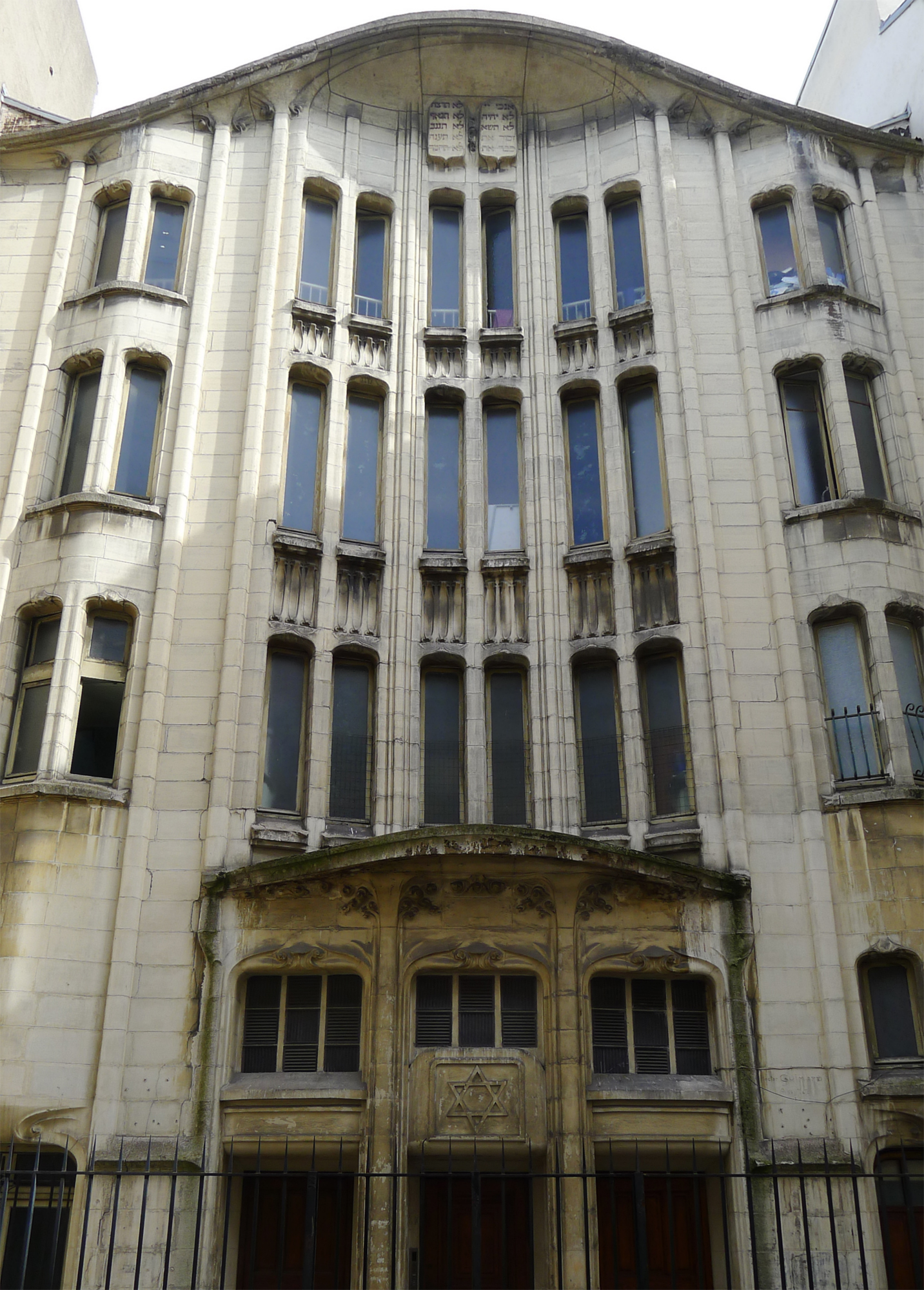